# Giuseppe Montanelli
Ne doit pas être confondu avec Indro Montanelli.
Giuseppe Montanelli (Fucecchio, 21 janvier 1813 – Fucecchio, 17 juin 1862) est un écrivain, un juriste et un homme politique italien.

## Biographie
Giuseppe Montanelli nait à Fucecchio, dans le Grand-duché de Toscane, et en 1840 il devient professeur de droit à l'université de Pise. Il participe à Antologia, une revue florentine et en 1847 fonde un journal appelé L'Italia dont le programme est « Réformes et nationalités ».
En 1848, pendant la première guerre d'indépendance italienne, Montanelli combat comme volontaire toscan à la bataille de Curtatone et Montanara au cours de laquelle il est blessé et fait prisonnier par les Autrichiens. Une fois libéré, il retourne en Toscane où le grand-duc Léopold II qui connait son influence sur la population, l'envoie à Livourne étouffer une révolte.
En octobre, le grand-duc lui demande de former un gouvernement, il accepte et le 10 janvier 1849, le grand-duc réunit une assemblée constituante. Léopold préoccupé par la tournure des évènements quitte Florence. Montanelli, Francesco Domenico Guerrazzi et Giuseppe Mazzini entrent dans le triumvirat de Toscane créé pour pallier le départ du grand-duc. Comme Mazzini, Montanelli invoque l'union de la Toscane et de Rome. Après la restauration du grand-duc, Montanelli, qui se trouve à Paris, est condamné ; il reste quelques années en France soutenant Napoléon III.
Après l'unification de l'Italie, il retourne en Toscane et est élu membre du parlement italien. Franc-maçon, il est membre de la  Loge “Dante Alighieri” de Turin.
Montanelli meurt à Fucecchio en 1862.

## Publications
- Memorie sull'Italia e specialmente sulla Toscana dal 1814 al 1850 (1853)
- Il Partito nazionale italiano (1856)
- L'Impero, il papato, e la democrazia in Italia (1859)
- Dell'ordinamento nazionale in Italia (1862)
- La Tentazione (Poema)
- Camma (Tragedia)